# Alberto Meda

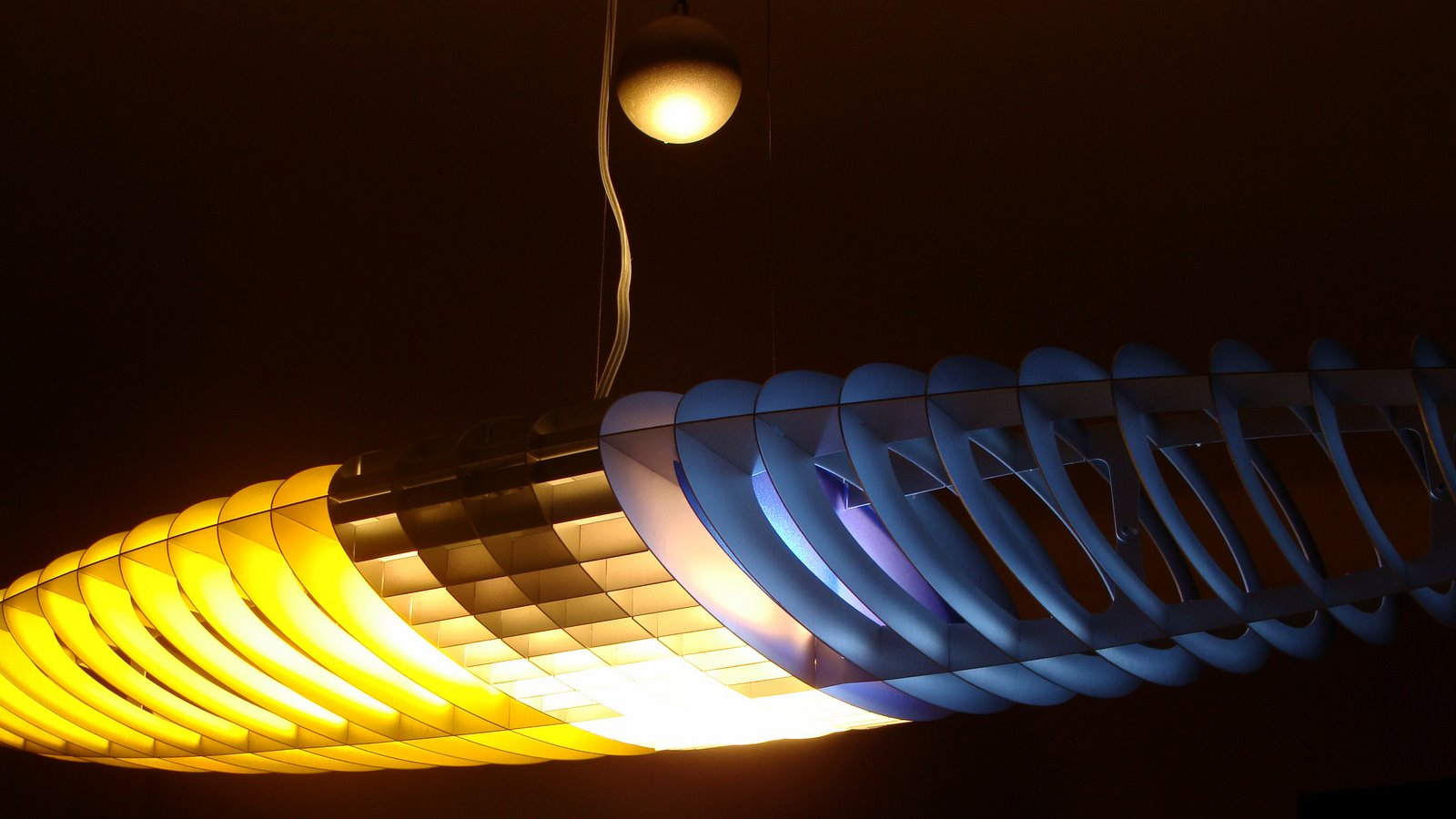
Lampada Titania (1989)

Alberto Meda (Tremezzina, 28 marzo 1945) è un designer italiano.

## Biografia
Dopo essersi laureato in Ingegneria meccanica nel 1969 presso il Politecnico di Milano, ha iniziato a lavorare presso l'azienda Magneti Marelli e nel 1973 è diventato direttore tecnico della Kartell, responsabile dello sviluppo prodotto delle divisioni labware e complementi di arredo. Libero professionista, collabora con numerose aziende come industrial designer: ha inoltre tenuto esperienze didattiche, alla Domus Academy, al Designlabor di Bremenhaven, al Politecnico di Milano e dal 2003 al 2006 allo IUAV di Venezia con un laboratorio di progettazione nel corso di master in disegno industriale. Vive e lavora a Milano.

## Riconoscimenti
- Compasso d'oro: nel 1989, nel 1994 e nel 2008 con le lampade Lola, Metropoli, Mix di Luceplan, nel 2011 con il tavolo Teak di Alias, nel 2016 con Flap, pannelli insonorizzanti di Caimi Brevetti, nel 2018 con Origami Screen-Radiator di Tubes
- Honorary Royal Designer for Industry,- RSA London 2005
- INDEX: award 2007 con Solar Bottle